# فرد هندشل
فرد هندشل (به انگلیسی: Fred Hendschel) (زادهٔ ۹ اوت ۱۸۷۹) شناگر اهل ایالات متحده آمریکا است.